# Lengyelország az 1932. évi téli olimpiai játékokon
Lengyelország az egyesült államokbeli Lake Placidben megrendezett 1932. évi téli olimpiai játékok egyik részt vevő nemzete volt. Az országot az olimpián 4 sportágban 15 sportoló képviselte, akik érmet nem szereztek.

## Északi összetett
| Versenyző          | Sífutás | Sífutás | Sífutás | Síugrás  | Síugrás  | Síugrás  | Síugrás  | Síugrás | Síugrás | Összesítés | Összesítés |
| Versenyző          | Sífutás | Sífutás | Sífutás | 1. ugrás | 1. ugrás | 2. ugrás | 2. ugrás | Össz.   | Össz.   | Összesítés | Összesítés |
| Versenyző          | Idő     | Pont    | Hely.   | Távolság | Pont     | Távolság | Pont     | Pont    | Hely.   | Pont       | Helyezés   |
| ------------------ | ------- | ------- | ------- | -------- | -------- | -------- | -------- | ------- | ------- | ---------- | ---------- |
| Bronisław Czech    | 1:36:37 | 195,0   | 8.      | 51,0     | 98,2     | 50,0     | 98,8     | 197,0   | 14.     | 392,00     | 7.         |
| Andrzej Marusarz   | 1:47:17 | 147,0   | 24.     | 45,0     | 91,3     | 50,0     | 96,8     | 188,1   | 20.     | 335,10     | 19.        |
| Stanisław Marusarz | 1:39:56 | 179,3   | 13.     | 50,0     | 96,8     | 49,0     | 32,0~    | 128,8   | 28.     | 308,05     | 27.        |

~ - az ugrás során elesett

## Jégkorong
| Lengyel férfi jégkorongcsapat-játékoskeret                                                            | Lengyel férfi jégkorongcsapat-játékoskeret                                                    | Lengyel férfi jégkorongcsapat-játékoskeret |
| --- | --------------------------------------------------------------------------------------------- | ------------------------------------------ |
| - Adam Kowalski - Aleksander Kowalski - Włodzimierz Krygier - Witalis Ludwiczak - Czesław Marchewczyk | - Kazimierz Materski - Alfred Mauer - Roman Sabiński - Kazimierz Sokołowski - Józef Stogowski |                                            |

### Eredmények
| 1932. február 4. | Németország (GER) | 2 – 1 (0–0, 1–1, 1–0) | Lengyelország | Lake Placid |

|  |  |  |  |  |
|  |  |  |  |  |
|  |  |  |  |  |
|  |  |  |  |  |

| 1932. február 5. | Egyesült Államok (USA) | 4 – 1 (1–0, 2–0, 1–1) | Lengyelország | Lake Placid |

|  |  |  |  |  |
|  |  |  |  |  |
|  |  |  |  |  |
|  |  |  |  |  |

| 1932. február 7. | Kanada (CAN) | 9 – 0 (2–0, 5–0, 2–0) | Lengyelország | Lake Placid |

|  |  |  |  |  |
|  |  |  |  |  |
|  |  |  |  |  |
|  |  |  |  |  |

| 1932. február 8. | Egyesült Államok (USA) | 5 – 0 (1–0, 1–0, 3–0) | Lengyelország | Lake Placid |

|  |  |  |  |  |
|  |  |  |  |  |
|  |  |  |  |  |
|  |  |  |  |  |

| 1932. február 9. | Kanada (CAN) | 10 – 0 (5–0, 1–0, 4–0) | Lengyelország | Lake Placid |

|  |  |  |  |  |
|  |  |  |  |  |
|  |  |  |  |  |
|  |  |  |  |  |

| 1932. február 13. | Németország (GER) | 4 – 1 (0–0, 2–1, 2–0) | Lengyelország | Lake Placid |

|  |  |  |  |  |
|  |  |  |  |  |
|  |  |  |  |  |
|  |  |  |  |  |

Végeredmény
| Csapat                 | M | Gy | D | V | G+ | G– | Gk  | P  |
| ---------------------- | - | -- | - | - | -- | -- | --- | -- |
| Kanada (CAN)           | 6 | 5  | 1 | 0 | 32 | 4  | +28 | 11 |
| Egyesült Államok (USA) | 6 | 4  | 1 | 1 | 27 | 5  | +22 | 9  |
| Németország (GER)      | 6 | 2  | 0 | 4 | 7  | 26 | –19 | 4  |
| Lengyelország (POL)    | 6 | 0  | 0 | 6 | 3  | 34 | –31 | 0  |

| Csapat        | Helyezés |
| ------------- | -------- |
| Lengyelország | 4.       |

## Sífutás
| Versenyző          | Versenyszám | Eredmény      | Helyezés      |
| ------------------ | ----------- | ------------- | ------------- |
| Zdzisław Motyka    | 50 km       | nem ért célba | nem ért célba |
| Zdzisław Motyka    | 18 km       | 1:41:58       | 32.           |
| Stanisław Marusarz | 18 km       | 1:39:56       | 27.           |
| Bronisław Czech    | 18 km       | 1:36:37       | 18.           |
| Stanisław Skupień  | 18 km       | 1:41:48       | 31.           |
| Stanisław Skupień  | 50 km       | nem ért célba | nem ért célba |

## Síugrás
| Versenyző          | 1. ugrás | 1. ugrás | 1. ugrás | 2. ugrás | 2. ugrás | 2. ugrás | Összesítés | Összesítés |
| Versenyző          | Távolság | Pont     | Hely.    | Távolság | Pont     | Hely.    | Pont       | Helyezés   |
| ------------------ | -------- | -------- | -------- | -------- | -------- | -------- | ---------- | ---------- |
| Bronisław Czech    | 56,0     | 99,1     | 12.      | 60,0     | 101,6    | 14.      | 200,7      | 12.        |
| Andrzej Marusarz   | 51,5     | 91,3     | 22.      | 54,0     | 94,6     | 21.      | 185,9      | 22.        |
| Stanisław Marusarz | 55,0     | 95,5     | 19.      | 53,0     | 97,0     | 17.      | 192,5      | 17.        |

* - egy másik versenyzővel azonos eredményt ért el